# О сопротивлении злу силою
«О сопротивлении злу силой» — книга философа И. А. Ильина — его ответ учению Л. Н. Толстого и его последователей (о «непротивлении злу силой»), написанная в 1925 году. Относится к берлинскому периоду творчества философа. 
Этот труд Ильин посвятил «белым воинам, носителям православного меча, добровольцам русского государственного тягла». Они составили существенную часть русской эмиграции, и у многих еще теплилась надежда, что настанет час, когда им снова придется взяться за оружие ради освобождения России от «большевистского ига». Однако в этой среде достаточно влиятельной идеологией оставалось толстовство, центральным посылом которого была теория «непротивления злу». Именно против «сентиментального морализма» графа Льва Толстого и его последователей и выступил Ильин.
В качестве эпиграфа взята фраза из Евангелия от Иоанна (II,15): «И, сделав бич из верёвок, выгнал из храма всех, также и овец и волов; деньги у меновщиков рассыпал, а столы их опрокинул».
Поскольку книга написана к критике учения Л. Н. Толстого, в ней присутствует множество ссылок на его работы, особенно на «Круг чтения».

## Проблематика
Основная проблема книги определена Ильиным так: «Может ли человек, стремящийся к нравственному совершенству, сопротивляться злу силою и мечом? Может ли человек, верующий в Бога, приемлющий Его мироздание и своё место в мире, не сопротивляться злу мечом и силою? Вот двуединый вопрос, требующий ныне новой постановки и нового разрешения». Отмечая, что вопрос этот глубок, утончён и сложен, Ильин пишет, что упрощение его чревато ложными выводами и теориями.

## О непротивлении злу вообще
Прежде чем начать исследование основной проблемы труда, Ильин определяет, что «никто из честных людей» не думает в буквальном смысле о полном несопротивлении злу, то есть покорении ему, влекущему за собой «самопредание злу», поскольку человек, несопротивляющийся злу, рано или поздно приходит к необходимости уверить себя, что зло не является злом.
Тезис «несопротивляющийся злу поглощается им и становится одержимым» возводится в ранг духовного закона. Душа, покорившаяся злу, начинает верить в то, что чёрное является белым, приспособляется ко злу и в результате уподобляется ему. Несопротивляющийся злу сам уже зол.

## Определение добра и зла
Внешнее состояние человеческого тела, никакой внешний поступок человека не могут рассматриваться как зло или добро сами по себе, взятые отдельно от человеческого душевно-духовного мира, который является «истинным местонахождением добра и зла»:
- Зло есть, прежде всего, душевная склонность человека, присущая каждому из нас; как бы некоторое живущее в нас страстное тяготение, всегда стремящееся к расширению своей власти и к полноте захвата. Зло является противодуховной враждой. Однако «вражда ко злу не есть зло».
- Добро не является внешним обрядом доброты, оно обязательно должно включать в себя одухотворение и любовь. Человек духовен тогда, когда обращён к объективному совершенству. Добро и зло определяются через наличие или отсутствие в них любви и одухотворения. Причём, настоящее добро должно сочетать в себе оба признака. Так любовь, лишённая одухотворенности, слепа, своекорыстна, подвержена опошлению.

## Соотношение заставления и насилия
Ильин определяет, что волевые действия могут быть свободными и заставляющими.
Понятие «заставление» определено как родовое и под ним понимается «такое наложение воли на внутренний или внешний состав человека, которое обращается не к духовному ви́дению и любовному приятию заставляемой души непосредственно, а пытается понудить её или пресечь её деятельность».
Следует различать психическое и физическое заставление, причем самозаставление и заставление других могут иметь и психический и физический характер. Психическое самозаставление — самопонуждение, физическое заставление — самопринуждение (самонасилие).
Человеку не дано принуждать других к подлинным деяниям, то есть к духовно и душевно цельным поступкам. Ильин считает, что разумнее будет говорить о физическом понуждении, а не о физическом принуждении, поскольку принуждённость сама собою угаснет в момент личного, духовного восстания человека. Кроме всего прочего, возможно физическое пресечение, направленное на прекращение определённой деятельности.
По мнению Ильина, необходимо разделять заставление и насилие. Насилие является чем-то необоснованным, возмутительным, а насильник является угнетателем, злодеем. Поэтому нельзя доказывать «допустимость недопустимого» или «правомерность неправомерного». Поэтому термин «насилие» должен использоваться для обозначения случаев предосудительного заставления. Ильин критикует Л. Н. Толстого, говоря, что он и его последователи отождествляют всякое заставление с насилием.
Таким образом, понятию внешнего заставления подчинены, с одной стороны, понятия психического понуждения, физического понуждения и пресечения, с другой стороны, соответствующие виды насилия над другими.
Самопонуждение и самопринуждение имеют решающее значение в цивилизации и во внутренней культуре человека. Глубочайшая основа духовного воспитания состоит в самовоспитании. Все люди, осознанно или неосознанно, непрерывно воспитывают друг друга.

## Критика работы
Николай Бердяев написал критическую статью «Кошмар злого добра» в которой утверждал, что книга Ильина с предлагаемыми им методами может внушить только отвращение к добру и христианству.